# تشبین
تشبین (به چکی: Čebín) یک منطقهٔ مسکونی در جمهوری چک است که در ناحیه برنو-تسوونتری واقع شده‌است. تشبین ۷٫۱۷ کیلومتر مربع مساحت و ۱٬۷۲۵ نفر جمعیت دارد و ۲۸۰ متر بالاتر از سطح دریا واقع شده‌است.